# Bogdán Tibor (újságíró)
Bogdán Tibor (Kolozsvár, 1946. október 24. – 2020. október 7.) romániai magyar újságíró.

## Életpályája
Szülei Bogdán Kálmán és Lili Olga. 1968-ban végzett a Szentgyörgyi István Színművészeti Főiskolában Marosvásárhelyen. 1969–1970 között a kolozsvári Igazság riportere volt. 1970–1974 között, valamint 1978–1982 között az Előre szerkesztője, majd felelős szerkesztője volt. 1974–1978 között a Falvak Dolgozó Népe felelős szerkesztőjeként dolgozott. 1982–1983 között munkanélküli volt. 1983–1989 között a Munkásélet felelős szerkesztője és osztályvezetője volt. 
1990 óta a Magyar Hírlap bukaresti tudósítója. 1991-től a Magyar Rádiót is tudósította Bukarestből. 1990–1992 között a bukaresti Valóság főszerkesztőjeként dolgozott. 1992-től öt évig a Magyar Rádió bukaresti tudósítójaként tevékenykedett. 
1995 óta a Duna Televízió bukaresti tudósítója. 1997 óta a Román rádió bukaresti magyar adásának felelős szerkesztője. 2004 óta a Bukaresti Magyar Közlöny című havi folyóirat főszerkesztője. 
2006-tól a Bukarestben, majd Kolozsváron megjelenő Új Magyar Szó rovatvezetője, publicistája, 2012-től a Maszol.ro munkatársa volt. Cikkei, írásai több riportkötetben jelentek meg.
2006-tól Magyarországon élt, ott is hunyt el.